# Rina Sawayama
Rina Sawayama (リナ・サワヤマ, née le 16 août 1990 à Niigata) est une auteure-compositrice-interprète, actrice et modèle nippo-britannique. Son premier mini-album, RINA, est publié en 2017. Son premier album studio SAWAYAMA, sort en 2020, en pleine pandémie pendant laquelle elle écrit son deuxième album Hold The Girl qui paraît en 2022. Au fil des années, Rina Sawayama devient une véritable icône de la pop alternative en révolutionnant et diversifiant le genre.

## Biographie

### Jeunesse
Rina Sawayama naît à Niigata, au Japon, et y habite jusqu'à l'âge de cinq ans lorsque sa famille déménage à Londres, en Angleterre, où elle grandit et vit toujours. Tout en suivant des études de politique, de psychologie et de sociologie à l'Université de Cambridge, elle poursuit une carrière dans la musique et le mannequinat. Elle chante dans un groupe de hip-hop, Lazy Lion, avec Theo Ellis du groupe de rock indépendant Wolf Alice. Elle sort diplômée de l'université en sciences politiques.

### Carrière musicale
Sawayama commence sa carrière solo en 2013, avec le single Sleeping in Waking. En juin 2015, elle publie un clip, réalisé par Arvida Byström, de son morceau Tunnel Vision. En 2016, elle sort le single Where U Are, accompagné de son clip co-réalisé par Alessandra Kurr. Sawayama expliquait : « En ligne, vous pouvez présenter votre meilleur montage [et] votre téléphone en surchauffe remplace la chaleur humaine. Des plus bizarre, vous êtes très entourée, mais aussi très seule ».
En mars 2017, son single Cyber Stockholm Syndrome est présenté pour la première fois dans le magazine The Fader. Sawayama y décrit la genèse des thèmes du morceau : « le monde numérique peut offrir un soutien vital des réseaux, des voix de la solidarité, de refuge, d'évasion. C'est à peu près ça, le Cyber Stockholm Syndrome : du pessimisme, de l'optimisme, de l'anxiété, et de la liberté ». En 2017, les singles Alterlife et Tunnel Vision, en duo avec Shamir, sortent, suivis de son premier mini-album RINA. Rina Sawayama n'étant alors signé chez aucun label, RINA est diffusée de façon indépendante. En 2018, elle publie le nouveau single de Valentine sur la Saint-Valentin, le clip du morceau Ordinary Superstar, en juin 2018. En août 2018, Sawayama sort Cherry, dans lequel elle explore son orientation sexuelle. Elle s'est engagée pour une tournée, Ordinary Superstar, à travers le Royaume-Uni et en Amérique à la fin de 2018.
Le 17 avril 2020, après avoir dévoilé trois singles, STFU!, Comme Des Garçon (Like The Boys) et XS, Sawayama sort son premier album studio intitulé SAWAYAMA, un album mêlant des thématiques fortes et personnelles à la chanteuse dans une multitude de genres musicaux tout en restant de la musique pop. Il est acclamé par les critiques et devient un succès immédiat[réf. souhaitée].

### Carrière d'actrice
En 2023, elle apparait dans le film John Wick : Chapitre 4. Pour sa première expérience au cinéma, elle y tient le rôle d'Akira. Elle est également à l'origine de la chanson An Eye for An Eye, entendue dans le film.

### Mannequinat
Sawayama signe à Anti Agency et Elite Model Management. Depuis 2018, elle joue dans les campagnes pour Versus vs Versace, Jourdan Dunn dans Missguided, et a écrit et joué une musique originale pour MAC x Nicopanda de Nicola Formichetti. En septembre 2021, elle défile pour Balmain à l’occasion des dix ans d’Olivier Rousteing à la tête de la maison française.

### Collaborations
En 2016, Sawayama collabore avec l'artiste John Yuyi sur un visuel de la série critiquant les standards de beauté asiatiques, et notamment japonais. Par la suite, elle a fait l'objet d'un article dans le magazine Vogue. Sawayama y décrit la genèse de l'idée et de la collaboration : « Pour beaucoup de femmes au Japon, ce sont les attentes que les gens placent sur elles, dans la culture anime, la culture kawaii... ceci peut vraiment désavantager les femmes, les objectiser et les infantiliser »[réf. nécessaire].
Sawayama travaille avec Nicola Formichetti pour MAC x Nicopanda. Formichetti réalise également le clip musical de Ordinary Superstar. La genèse de ce partenariat a été évoquée dans i-D.
Beaucoup de chansons de Sawayama sont co-écrites et produites par Clarence Clarity. En avril 2021, elle sort une réédition de sa chanson Chosen Family, en collaboration avec Elton John.

## Accueil
La production de Rina Sawayama est saluée par la critique et a été présentée dans les séries The Fader Gen F et i-D Meets, ainsi que dans The Guardian, le Paper Magazine, le New York Times et la couverture du magazine Clash. Les singles de Rina Sawayama sont décrits comme « une grandeur nostalgique... une pop ultra douce et chatoyante », et une « perfection R&B des années 90. Très lounge. Un peu de Solange. Un parfum de Mariah à son sommet ». The Guardian juge son album « vivifiant et moderne... Sawayama peut être enthousiaste à rendre hommage, mais elle a prouvé qu'elle pouvait aussi guider la pop pour le futur. »
Sawayama figure dans de nombreuses listes best-of, notamment celui du Guardian, 18 sur 18, la version 2017 du Dazed 100 et les meilleurs albums de pop et RnB de Pitchfork en 2017.

## Vie personnelle
Rina Sawayama vit à Londres. En août 2018, elle fait son coming-out au cours d'une interview dans le magazine Broadly, déclarant : « J'ai toujours écrit des chansons sur les filles. Je ne pense pas avoir déjà mentionné un gars dans mes chansons, c’est pourquoi je voulais en parler. » Elle s’identifie à la fois comme bisexuelle et pansexuelle.

## Discographie

### Singles
| Titre                             | Année | Album            |
| --------------------------------- | ----- | ---------------- |
| Sleeping in Waking                | 2013  | Singles inédits  |
| Where U Are                       | 2016  | Singles inédits  |
| This Time Last Year               | 2016  | Singles inédits  |
| Cyber Stockholm Syndrome          | 2017  | RINA             |
| Alterlife                         | 2017  | RINA             |
| Tunnel Vision (featuring Shamir)  | 2017  | RINA             |
| Valentine (What's It Gonna Be)    | 2018  | À venir[Quand ?] |
| Cherry                            | 2018  | À venir[Quand ?] |
| Flicker                           | 2018  |                  |
| STFU                              | 2019  | SAWAYAMA         |
| Comme des Garçons (Like the Boys) | 2020  | SAWAYAMA         |
| XS                                | 2020  | SAWAYAMA         |
| Chosen Family                     | 2020  | SAWAYAMA         |
| Bad Friend                        | 2020  | SAWAYAMA         |
| Dance in the Dark                 | 2020  | SAWAYAMA         |

## Filmographie
- 2023 : John Wick : Chapitre 4 : Akira